# وو تی آنه ژوان
وو تی آنه ژوان (انگلیسی: Võ Thị Ánh Xuân؛ زادهٔ ۸ ژانویهٔ ۱۹۷۰) سیاست‌مدار اهل ویتنام است. وی از ۱۸ ژانویه ۲۰۲۳ تا ۲ مارس ۲۰۲۳ رئیس‌جمهور موقت ویتنام بود.